# Frida Richard
Frida Richard, nata Friederike Raithel (Vienna, 1º novembre 1873 – Salisburgo, 12 settembre 1946), è stata un'attrice austriaca che iniziò la sua carriera cinematografica nel 1910, diventando una nota caratterista del cinema tedesco.

## Biografia
Figlia di un imbianchino, Frida Richard frequentò una scuola di recitazione a Vienna dove, tra gli altri studenti, vi erano anche Max Reinhardt e Fritz Richard con il quale si sposò nel 1898. Prima di diventare attrice, fu insegnante di inglese. Solo dopo essersi trasferita nel 1905 con il marito a Berlino, passò alla recitazione, esordendo in teatro nel 1908. Oltre a Berlino, Frida Richard recitò anche a Vienna, con Max Reinhardt e al festival di Salisburgo.
Nel 1910, iniziò a lavorare per il cinema, recitando spesso accanto a Henny Porten. Si specializzò come caratterista, molte volte in ruoli materni, diventando in questo modo uno dei volti più noti del cinema di lingua tedesca. Non ebbe problemi al passaggio del cinema dal muto al sonoro. Nel 1932, andò a vivere insieme al marito a Salisburgo, dove Richard sarebbe morto l'anno seguente. Lei continuò a recitare fino alla fine. Morì il 12 settembre 1946, anche lei a Salisburgo.

## Filmografia

### 1910
- Das vierte Gebot. Du sollst den Vater und die Mutter ehren, regia di Charles Decroix (1910)

### 1911
- Geächtet, regia di Adolf Gärtner (1911)
- Ein Fehltritt. Die Tragödie einer Geächteten, regia di Adolf Gärtner (1911)
- Ein Leben, regia di Adolf Gärtner e Curt A. Stark (1911)

### 1912
- Der Fluch der Sünde (1912)
- Adressatin verstorben, regia di Adolf Gärtner (1912)
- Maskierte Liebe, regia di Adolf Gärtner, Curt A. Stark (1912)
- Europäisches Sklavenleben, regia di Emil Justitz (1912)
- Vorgluten des Balkanbrandes , regia di Joe May (1912)

### 1913
- Fabrik-Marianne, regia di Waldemar Hecker (1913)
- Des Pfarrers Töchterlein, regia di Adolf Gärtner (1913)
- Eva, regia di Curt A. Stark (1913)
- Contessina Ursel (Komtesse Ursel), regia di Curt A. Stark (1913)
- Das verschleierte Bild von Groß-Kleindorf, regia di Joe May (1913)
- Wer ist der Täter?, regia di Franz Hofer (1913)

### 1914
- Ihre Hoheit, regia di Curt A. Stark (1914)
- Delirio d'amore (Um das Glück betrogen), regia di Curt A. Stark (1914)
- Gretchen Wendland, regia di Curt A. Stark (1914)
- Rosa del nord (Nordlandrose), regia di Curt A. Stark (1914)
- Todesrauschen, regia di Franz Hofer (1914)
- Heimgekehrt, regia di Franz Hofer (1914)

### 1915
- Das Schicksal der Gabriele Stark, regia di Rudolf Biebrach (1915)
- Brüderherzen, regia di Magnus Haase (1915)
- So rächt sich die Sonne, regia di William Wauer (1915)
- Der Sieg des Herzens, regia di Rudolf Biebrach (1915)
- Jahreszeiten des Lebens, regia di Franz Hofer (1915)
- Der Eremit, regia di Franz Hofer (1915)
- La parte più difficile (Sein schwierigster Fall), regia di Joe May (1915)[1]

### 1916
- Dorittchens Vergnügungsreise, regia di Paul Heidemann (1916)
- Die Fiebersonate, regia di Emmerich Hanus (1916)
- Die Sünde der Helga Arndt, regia di Joe May (1916)
- Il colpo maestro di Riccarda Torrente (Ihr bester Schuß), regia di Rudolf Biebrach (1916)
- Glaubensketten, regia di Rudolf Meinert (1916)
- Kammermusik, regia di Franz Hofer (1916)
- Professor Erichsons Rivale, regia di Louis Neher (1916)
- Ein einsam Grab, regia di Karl Gerhardt (1916)
- Ernst ist das Leben, regia di Fern Andra (1916)
- Gelöste Ketten, regia di Rudolf Biebrach (1916)

### 1917
- Franz Poppels Jugend, regia di Hugo Zeyn (1917)
- Der Richter
- Feenhände, regia di Rudolf Biebrach (1917)
- Die Ehe der Luise Rohrbach, regia Rudolf Biebrach (1917)
- Der Seele Saiten schwingen nicht, regia di Fern Andra (1917)
- Der Liebesbrief der Königin, regia di Robert Wiene (1917)
- Ihr Sohn, regia di Willy Zeyn (1917)
- Die Landpommeranze, regia di Franz Eckstein, Rosa Porten (1917)
- Klein Doortje, regia di Frederic Zelnik (1917)
- Rauschende Akkorde, regia di Franz Hofer (1917)
- Die Glocke, regia di Franz Hofer (1917)
- Der feldgraue Groschen, regia di Georg Jacoby (1917)
- Dame mit dem Diadem, regia di Georg Schubert (1917)

### 1918
- Frau Marias Erlebnis, regia di Alfred Halm (1918)
- Die Fürstin von Beranien, regia di Ernst Reicher (1918)
- Aus dem Leben meiner alten Freundin, regia di Georg Victor Mendel (1918)
- Wogen des Schicksals, regia di Joe May (1918)
- Die Diamantenstiftung, regia di Johannes Guter (1918)
- Das Geschlecht derer von Ringwall, regia di Rudolf Biebrach (1918)
- Drohende Wolken am Firmament, regia di Fern Andra (1918)
- Die Dreizehn, regia di Alfred Halm (1918)
- Der Rattenfänger von Hameln, regia di Paul Wegener (1918)
- Die Geisterjagd, regia di Johannes Guter (1918)

### 1919
- Mistero inesplicabile (Im Schatten des Geldes), regia di Paul L. Stein (1919)
- Du meine Himmelskönigin, regia di Carl Wilhelm (1919)
- La strada di spine (Der Weg der Grete Lessen), regia di Rudolf Biebrach (1919)
- Das Lächeln der kleinen Beate, regia di Georg Schubert (1919)
- Baccarat, regia di Josef Ewald, Bob Holste (1919)
- Das Buch Esther, regia di Uwe Jens Krafft, Ernst Reicher (1919)
- Aberglaube, regia di Georg Jacoby (1919)
- La sbornia (Rausch), regia di Ernst Lubitsch (1919)
- Die Gelbe Fratze, regia di Martin Zickel (1919)
- Ubo Thomsens Heimkehr , regia di Viggo Larsen (1919)
- Zwangsliebe im Freistaat, regia di Georg Schubert (1919)
- Maria, regia di Bruno Ziener (1919)
- Frau Hempels Tochter, regia di Julius Dewald, Edmund Edel (1919)
- Der Tänzer, regia di Carl Froelich (1919)
- Der Bastard, regia di Joseph Delmont (1919)

### 1920
- Von morgens bis mitternacht, regia di Karl Heinz Martin (1920)
- Die Frau ohne Dienstag, regia di Eberhard Frowein (1920)
- Der gelbe Tod, 1. Teil, regia di Carl Wilhelm (1920)
- Der Amönenhof, regia di Uwe Jens Krafft (1920)
- Uriel Acosta, regia di Ernst Wendt (1920)
- Das große Licht, regia di Hanna Henning (1920)
- Johann Baptiste Lingg, regia di Arthur Teuber (1920)
- Opfer seines Leichtsinns, regia di Ernst Walkow (1920)
- Weltbrand, regia di Urban Gad (1920)
- Sizilianische Blutrache, regia di Adolf Gärtner (1920)
- Berlin W., regia di Manfred Noa (1920)
- Judith Trachtenberg, regia di Henrik Galeen (1920)
- Der schwarze Graf, regia di Otz Tollen (1920)
- So ein Mädel, regia di Urban Gad (1920)
- Der gelbe Tod, 2. Teil, regia di Carl Wilhelm (1920)

### 1921
- Der Dummkopf, regia di Lupu Pick (1921)
- Opfer der Keuschheit, regia di Manfred Noa (1921)
- Das Haus zum Mond, regia di Karl Heinz Martin (1921)
- Schieber, regia di Manfred Noa (1921)
- Das Medium, regia di Hermann Rosenfeld (1921)
- Alfred von Ingelheims Lebensdrama, regia di Erik Lund (1921)
- Das Floss der Toten, regia di Carl Boese (1921)
- Tobias Buntschuh - Das Drama eines Einsamen, regia di Holger-Madsen (1921)
- Der letzte Zeuge, regia di Adolf Gärtner (1921)
- Der zeugende Tod, regia di Heinz Sarnow (1921)
- Colpa non perdonata (Die verbotene Frucht), regia di Rudolf Biebrach (1921)
- Um den Sohn, regia di Frederik Larsen (1921)
- Der Friedhof der Lebenden, regia di Gerhard Lamprecht (1921)
- Junge Mama, regia di Uwe Jens Krafft, Joe May (1921)
- Die Fremde aus der Elstergasse, regia di Alfred Tostary (1921)
- Die Erbin von Tordis, regia di Robert Dinesen (1921)
- Der Schatten der Gaby Leed, regia di Carl Boese (1921)
- Die Jagd nach der Wahrheit, regia di Karl Grune (1921)
- Irrende Seelen, regia di Carl Froelich (1921)
- Der Gang durch die Hölle, regia di Carl Boese (1921)
- Die Hexe, regia di Franz Eckstein (1921)
- Das neue Paradies, regia di Willy Zeyn (1921)

### 1922
- Die Beute der Erinnyen, regia di Otto Rippert (1922)
- Frauenopfer, regia di Karl Grune (1922)
- Die Geliebte des Königs, regia di Frederic Zelnik (1922)[2]
- Bardame, regia di Johannes Guter (1922)
- Das verschwundene Haus, regia di Harry Piel (1922)
- Die Glocke, 2. Teil - Das verlorene Elternhaus, regia di Franz Hofer (1922)
- Praschnas Geheimnis, regia di Ludwig Baetz (1922)
- Die fünf Frankfurter, regia di Erich Schönfelder (1922)
- Fantasma (Phantom), regia di Friedrich Wilhelm Murnau (1922)
- Sterbende Völker - 1. Heimat in Not, regia di Robert Reinert (1922)
- Der Ruf des Schicksals, regia di Johannes Guter (1922)
- Sterbende Völker - 2. Brennendes Meer, regia di Robert Reinert (1922)
- Lola Montez, die Tänzerin des Königs, regia di Willi Wolff (1922)
- Die Uhr, regia di Franz Hofer (1922)
- Die schwarze Paula, regia di Trude Santen (1922)
- Der große Wurf, regia di Joseph Max Jacobi e Georg Jacoby (1922)

### 1923
- Irene d'Or, regia di Karl Sander e Frederic Zelnik (1923)
- Die Männer der Sybill
- Und dennoch kam das Glück
- Die Frau mit den Millionen - 1. Der Schuß in der Pariser Oper
- Die Kette klirrt, regia di Paul L. Stein (1923)
- Die Flamme, regia di Ernst Lubitsch (1923)
- Der Schatz der Gesine Jakobsen
- Lyda Ssanin
- Der rote Reiter , regia di Franz W. Koebner (1923)
- Der Tiger des Zirkus Farini
- Il mercante di Venezia (Der Kaufmann von Venedig), regia di Peter Paul Felner (1923)
- Daisy. Das Abenteuer einer Lady, regia di Frederic Zelnik (1923)
- La favola di Cenerentola (Der verlorene Schuh), regia di Ludwig Berger (1923)
- Graf Cohn, regia di Carl Boese (1923)

### 1924
- Sylvester, regia di Lupu Pick (1924)
- Frühlingserwachen, regia di Jacob Fleck e Luise Fleck (1924)
- Der Sprung ins Leben
- I Nibelunghi (Die Nibelungen), regia di Fritz Lang (1924)
- Künstlerlaunen
- Der Berg des Schicksals
- Das kalte Herz, regia di Fred Sauer (1924)
- Auf Befehl der Pompadour, regia di Friedrich Zelnik (1924)
- Claire
- Der gestohlene Professor
- Mutter und Sohn, regia di Alfred Schirokauer (1924)
- In den Krallen der Schuld
- Das Spiel mit dem Schicksal

### 1925
- Pietro der Korsar, regia di Arthur Robison (1925)
- Die Blumenfrau vom Potsdamer Platz, regia di Jaap Speyer (1925)
- Die Insel der Träume, regia di Paul L. Stein (1925)
- Wetterleuchten
- Hedda Gabler, regia di Franz Eckstein (1925)
- Der Hahn im Korb
- Sündenbabel
- Des Lebens Würfelspiel, regia di Heinz Paul (1925)
- Elegantes Pack
- Die Verrufenen
- Ein Lebenskünstler, regia di Holger-Madsen (1925)
- Die vom Niederrhein, regia di Rudolf Walther-Fein, Rudolf Dworsky (1925)
- Das alte Ballhaus - 1. Teil
- Das alte Ballhaus - 2. Teil
- O alte Burschenherrlichkeit, regia di Helene Lackner e Eugen Rex con la supervisione di Heinz Schall (1925)
- Das Fräulein vom Amt
- Der Farmer aus Texas, regia di Joe May (1925)
- Das Geheimnis der alten Mamsell , regia di Paul Merzbach (1925)
- Schatten der Weltstadt
- Die Frau mit dem schlechten Ruf
- Hanseaten
- Lena Warnstetten
- Die vom Niederrhein, 2. Teil

### 1926
- Grüß mir das blonde Kind am Rhein, regia di Carl Boese (1926)
- Manon Lescaut, regia di Arthur Robison (1926)
- Aus des Rheinlands Schicksalstagen, regia di Helene Lackner (1926)
- Falsche Scham - Vier Episoden aus dem Leben eines Arztes , regia di Rudolf Biebrach (1926)
- Die Brüder Schellenberg, regia di Karl Grune (1926)
- Dürfen wir schweigen?, regia di Richard Oswald (1926)
- Die Wiskottens, regia di Arthur Bergen (1926)
- Frauen der Leidenschaft, regia di Rolf Randolf (1926)
- Fedora
- Frauen, die den Weg verloren, regia di Bruno Rahn (1926)
- Ich hatt' einen Kameraden, regia di Conrad Wiene (1926)
- An der schönen blauen Donau, regia di Frederic Zelnik (1926)
- Wie einst im Mai, regia di Willi Wolff (1926)
- Wien, wie es weint und lacht, regia di Rudolf Walther-Fein, Rudolf Dworsky (1926)
- Faust (1926)
- La montagna dell'amore (Der heilige Berg), regia di Arnold Fanck (1926)
- Die Flucht in den Zirkus, regia di Mario Bonnard e Guido Schamberg (1926)
- Der Jüngling aus der Konfektion, regia di Richard Löwenbein (1926)

### 1927
- Faschingszauber, regia di Rudolf Walther-Fein, Rudolf Dworsky (1927)
- Das war in Heidelberg in blauer Sommernacht, regia di Emmerich Hanus (1927)
- Tragödie einer Ehe
- Liebe im Rausch
- Die leichte Isabell
- Die Achtzehnjährigen
- The Queen Was in the Parlour
- An der Weser (hier hab' ich so manches liebe Mal...), regia di Siegfried Philippi (1927)
- Die schönsten Beine von Berlin
- Die Vorbestraften
- Der Fluch der Vererbung
- Arme kleine Sif, regia di Arthur Bergen (1927)
- Grand Hotel...!
- Die Spielerin
- Wochenendzauber
- Petronella - Das Geheimnis der Berge, regia di Hanns Schwarz (1927)
- Das Mädchen aus der Fremde, regia di Franz Eckstein (1927)

### 1928
- Schinderhannes, regia di Kurt Bernhardt (1928)
- Ledige Mütter
- Das deutsche Lied
- Lemkes sel. Witwe, regia di Carl Boese (1928)

### 1929
- Das brennende Herz
- Enigma (Die Frau, nach der man sich sehnt), regia di Kurt Bernhardt (Curtis Bernhardt) (1929)
- Der Sträfling aus Stambul
- La danzatrice di corda (Katharina Knie), regia di Karl Grune (1929)

### 1930
- Menschen im Feuer
- Liebe im Ring, regia di Reinhold Schünzel (1930)
- Das Wolgamädchen

### 1931
- Notti sul Bosforo (Der Mann, der den Mord beging), regia di Kurt Bernhardt (1931)
- Um eine Nasenlänge, regia di Johannes Guter (1931)

### 1932
- Goethe lebt...!, regia di Eberhard Frowein (1932)
- Il vincitore (Der Sieger), regia di Hans Hinrich e Paul Martin (1932)

### 1933
- Du sollst nicht begehren...
- Frühlingsstimmen

### 1934
- Wenn du jung bist, gehört dir die Welt
- Unfinished Symphony

### 1935
- Vorstadtvariete
- Tagebuch der Geliebten
- Il diario di una donna amata (Maria Baskirceva), regia di Hermann Kosterlitz

### 1936
- Seine Tochter ist der Peter, regia di Heinz Helbig, Willy Schmidt-Gentner (1936)

### 1937
- Milioni in corsa (Millionenerbschaft), regia di Arthur Maria Rabenalt (1937)
- Der Pfarrer von Kirchfeld, regia di Jacob Fleck, Luise Fleck

### 1938
- Rinuncia (Spiegel des Lebens), regia di Géza von Bolváry (1938)

### 1939
- Un caso disperato
- Turbine di passione
- L'amore più forte
- Ein ganzer Kerl, regia di Fritz Peter Buch (1939)

### 1940
- Per tutta una vita (Ein Leben lang), regia di Gustav Ucicky (1940)
- Sommer, Sonne, Erika, regia di Rolf Hansen (1940)

### 1941
- Arrivederci Francesca (Auf Wiedersehen, Franziska!), regia di Helmut Käutner (1941)
- Aufruhr im Damenstift , regia di Friedrich Dammann (come F.D. Andam) (1941)

### 1942
- Crepuscolo di gloria (Rembrandt), regia di Hans Steinhoff (1942)
- La città d'oro (Die goldene Stadt), regia di Veit Harlan (1942)

### 1944
- Der gebieterische Ruf, regia di Gustav Ucicky (1944)
- La prigioniera del destino (Opfergang), regia di Veit Harlan (1944)
- Ein Blick zurück, regia di Gerhard Menzel (1944)

### 1950
- Die Kreuzlschreiber, regia di Eduard von Borsody (1950)

### 1954
- Bassopiano (Tiefland), regia di Leni Riefenstahl (1954)

### Film o documentari dove appare Frida Richard
- Im Strudel des Verkehrs. Ein Film für Jedermann, regia di Leo Peukert - documentario (1925)